# Kevin Blom

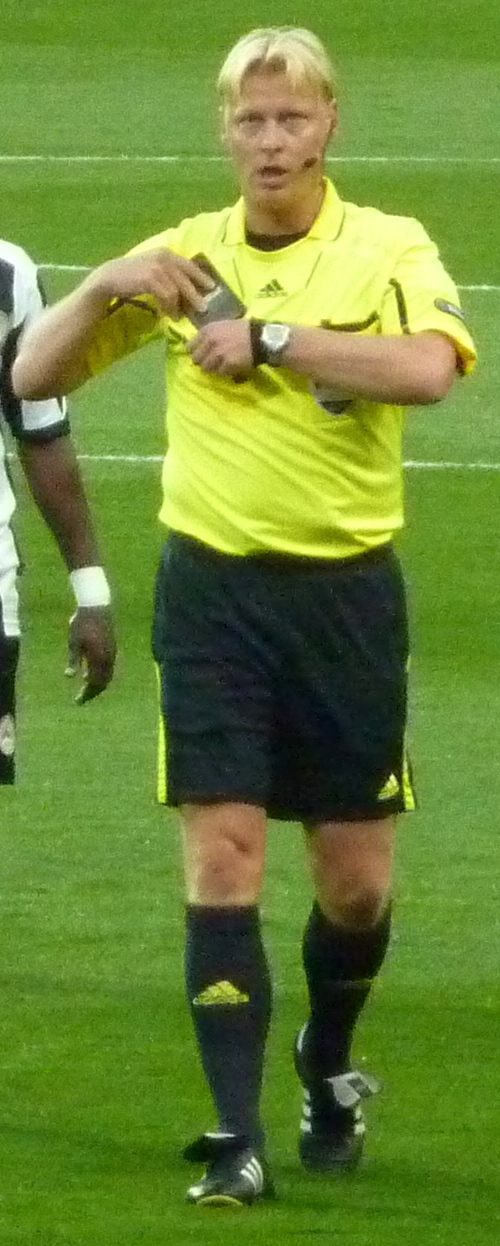
Kevin Bloom (2011)

Bernie Raymond Blom, bekannt als Kevin Blom (* 21. Februar 1974 in Gouda), ist ein niederländischer Fußballschiedsrichter.

## Werdegang
Blom leitete seit der Saison 2001/02 Spiele in der Eerste Divisie und seit der Saison 2003/04 Spiele in der Eredivisie, jeweils bis Ende 2021. Insgesamt war er in seiner Laufbahn Schiedsrichter von 375 Spielen in der Eredivisie und 110 Spielen in der Eerste Divisie.
Am 8. Mai 2011 leitete Blom das Finale des KNVB-Pokals 2010/11 zwischen dem FC Twente Enschede und Ajax Amsterdam (3:2 n. V.).
Ab 2005 stand er auf der FIFA-Liste und leitete internationale Fußballspiele, unter anderem in der UEFA Europa League (29 Spiele) und in der UEFA Champions League (drei Spiele) sowie WM- (fünf Spiele) und EM-Qualifikationsspiele (sechs Spiele), außerdem Freundschaftsspiele (14 Spiele).
Seit 2021 ist er FIFA-Videoschiedsrichter.
Bei der paneuropäischen Europameisterschaft 2021 wurde Blom als Videoschiedsrichter eingesetzt, unter anderem beim Eröffnungsspiel.